# Kruchina Tesserae
Le Kruchina Tesserae sono una struttura geologica della superficie di Venere.